# Marie Jeanne de Savoia
Marie Jeanne de Savoia (Marie Jeanne Baptiste; 11 aprilie 1644 – 15 martie 1724) s-a născut prințesă de Savoia și mai târziu a devenit Ducesă de Savoia. Căsătorită prin procură cu Carol de Lorena în 1662, curând Lorena a refuzat să recunoască căsătoria.
Marie Jeanne s-a căsătorit în 1665 cu Carol Emanuel al II-lea, Duce de Savoia care îi era verișor de gradul doi. A fost regentă a Savoiei din 1675 în numele fiului ei Victor Amadeus al II-lea.  Oficial regența s-a terminat în 1680 însă ea și-a menținut puterea timp de patru ani până când fiul ei i-a interzis influența în stat. În momentul morții, ea era mama regelui Sardiniei și străbunica regelui Spaniei și a regelui Franței.